# 임용수
임용수(1968년 3월 8일~ )는 대한민국의 프리랜서 스포츠캐스터이다.

## 생애
1995년 교육전문 케이블방송인 다솜방송에 입사하며 아나운서로 공식 데뷔하게 된다. 1997년 당시 유일한 스포츠 전문 케이블 방송국이었던 한국스포츠TV(現 SBS SPORTS)로 이직하여 스포츠 캐스터로서의 본격적인 첫발을 내디딘다. 이 해는 현재 활동 중인 한명재와 조민호, 정지원 그리고 현재는 프리랜서 아나운서가 된 김성주도 한국스포츠TV에 입사한 해이기도 하다. 스포츠중계 능력을 인정받는 그는 2012년 프리랜서를 선언하며 SKY Sports, SPOTV 등에서 프로야구, 프로농구 중계를 맡고 있다. 성악과 출신이라는 독특한 이력으로 인해 아나운서의 기본인 발성에 있어서 만큼은 타의 추종을 불허할 정도로 뛰어나며, 중계 외적으로는 게임해설가 엄재경과 비슷하게 생겼다는 이야기를 많이 듣고 있다. 넉살이 좋아 선수 및 해설자들과의 유대관계가 굉장히 좋은 것으로 알려져 있다.
2025년부터 2024 K5리그 중계맡고있는 2025 K리그2 한국프로축구연맹 중계할 예정이다.

## 고유 멘트
- 좌측(우측)! 간다! 간다! 간다! 홈~런!!! 또는 넘어갑니다(홈런 쳤을 때)
- 간다! 간다! 간다! 홈 런! 스코어 리셋!(동점 홈런 쳤을 때)
- 그대로 담장을 넘어갑니다!
- 어 멀리갑니다! 멀리갑니다! 넘어갑니다! 넘어갑니다! OOO
- 그대로 넘어갑니다!OOO의 OO포홈런
- 스코어 리셋!(동점이 되었을 때)